# Jardín botánico Caplez
El Jardín botánico Caplez (en italiano: Giardino Botanico Caplez es un jardín botánico alpino de 15,000 m² de extensión, en Fraz. Stadera, Cappelluzzo, Italia.
Es miembro del AIGBA Associazione Internazionale Giardini Botanici Alpini.
El código de identificación internacional del Giardino Botanico Caplez como miembro del "Botanic Gardens Conservation Internacional" (BGCI), así como las siglas de su herbario es MIGBC.

## Localización
El jardín botánico está ubicado en el Piacentino a unos 730 m s. n. m. en Cappelluzzo, Nibbiano detrás de Tassara y Stadera en el Val Tidone. De fácil acceso tanto desde el lado de Piacenza y desde el de Pavese (Santa Maria della Versa).
Giardino Botanico Caplez Piacentino, I-29010 Fraz. Stadera, Cappelluzzo, Nibbiano Val Tidone, provincia di Piacenza, Emilia-Romagna, Italia. (Sede administrativa: Via Urbano III, 4,I - 20123 Milano )
Planos y vistas satelitales.44°54′0″N 9°20′0″E / 44.90000, 9.33333
Abiertas cuatro veces al año los sábados y domingos a partir de mediados de abril hasta finales de mayo. La visita guiada es sólo con cita previa.

## Historia
El jardín botánico Caplez fue fundado gracias a Massimo Cantoni, conocido profesional de Milán, naturalista y un gran amante y experto en botánica. Alrededor del año 1990 se añadió a la pasión y el entusiasmo del fundador la de la Directora Christina Schindler, quién ayudó a fortalecer la estructura del jardín.
El trabajo de construcción del jardín se inició en 1990 con la apertura al público en la primavera de 2010.
Este jardín botánico es miembro del BGCI, y lleva a cabo la conservación de plantas amenazadas y persigue proyectos de reintroducción de especies en peligro de extinción en estado silvestre.
El jardín está en contacto con más de 350 jardines botánicos de todo el mundo.
Este jardín botánico es miembro de la Associazione Internazionale Giardini Botanici Alpini.

## Colecciones
Se cultivan actualmente plantas de interés para la medicina y la industria farmacéutica, con unas 1.800 especies con 950 accesiones, 150 taxones y variedades de plantas de todo el mundo.
De particular interés son dos colecciones de arbustos: Spiraea y Philadelphus.
Colecciones de numerosas plantas herbáceas perennes: Campanula, Centaurea, Eryngium, Nepeta, Penstemon, Phlomis, Potentilla, Salvia, Scutellaria, Sedum, Stachys, Teucrium, Verbascum.
Con cuidado y pasión también se dedica al cultivo y propagación de plantas endémicas y en peligro de extinción.

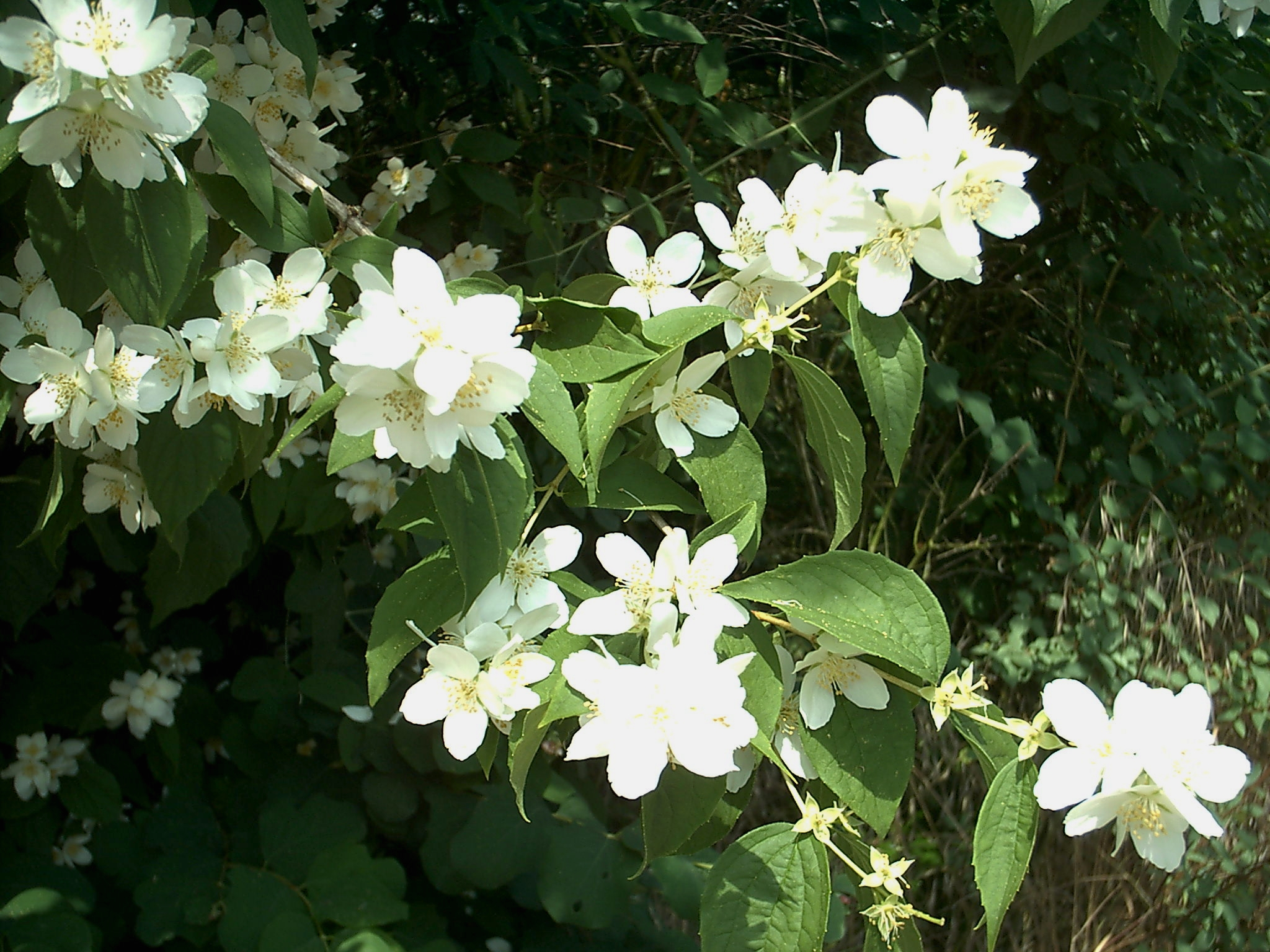
Philadelphus coronarius ‘Aureus’.
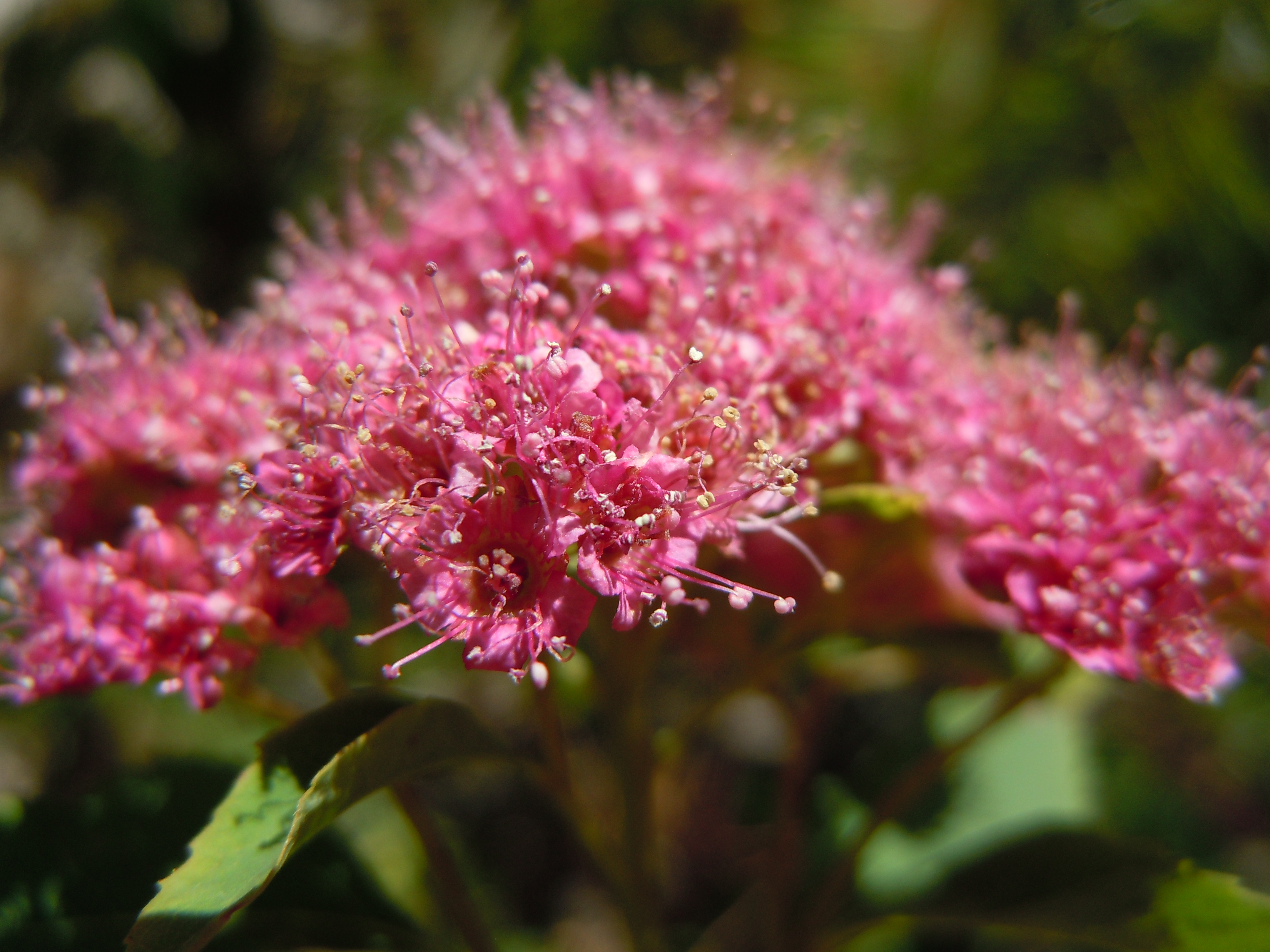
Inflorescencia de Spiraea splendens.